# Ectatoderus insularis
Ectatoderus insularis är en insektsart som beskrevs av Bruner, L. 1906. Ectatoderus insularis ingår i släktet Ectatoderus och familjen Mogoplistidae. Inga underarter finns listade i Catalogue of Life.